# Rodolfo Frigeri
Rodolfo "el Rolo" Aníbal Frigeri (Banfield, 1 de abril de 1941 - 2 de octubre de 2015) fue un economista y político argentino que ocupó el ministerio de Economía de su país en diciembre de 2001 bajo el título de "Secretario de Hacienda, Finanzas e Ingresos Públicos".

## Biografía

### Comienzos
Siendo joven estudió en la Universidad de Buenos Aires, recibiéndose de Licenciado en Economía Política en 1970. Fue ministro de Hacienda de la Provincia de Mendoza 1975, en el mismo año fue Ministro de Obras y Servicios Públicos de la Provincia de Mendoza, todo esto durante la intervención de Cafiero en la provincia. Fue subsecretario de Obras públicas de la Nación y Secretario de Estado de Hacienda de la Nación (1975-1976) durante el Gobierno de Isabel Martínez de Perón. 
En 1987 fue Ministro de Economía de la Provincia de Buenos Aires (durante la gobernación Antonio Cafiero) hasta julio de 1989 pasando en esa fecha nuevamente a la Secretaría de Estado de Hacienda de la Nación, durante los inicios de la Presidencia de Carlos Menem cargo que ocupó durante 5 meses y obtuvo la aprobación Legislativa a la reforma tributaria propuesta, esto motivó algunas controversias, más que con el Ministro Rapanelli con su jefe Jorge Born terminando con su alejamiento de la Secretaría.

### Banco Provincia de Buenos Aires (1991-1997)
En 1991 ocupó la Presidencia del Banco de la Provincia de Buenos Aires, en un momento difícil ya que el Banco Central lo había retirado de la cámara compensadora  se pensaba en su privatización, al final de su gestión 1997 el Banco Provincia había cancelado todas sus deudas, presentando utilidades todos los años ya para esa fecha estaba en plena gestación el Grupo Bapro.el Grupo provincia contaba con más de 16 empresas, muchas líderes en sus rubros, como Orígenes AFJP, Provincia ART, Provincia Seguros, Orígenes Seguros de Retiro, Provincia Bursátil y otras, todas ellas con socios internacionales de primer nivel; este Grupo tenía un valor de mercado que a fines de la década de 1990 superaba los 1.250 millones de dólares, aportando 4 millones de nuevos clientes y ocupando cerca de 3.000 nuevos empleados, tuvo utilidades en toda la década de 1990 instalándose en todo el territorio nacional. <RAref>https://www.eldia.com/nota/2015-10-3-fallecio-el-ex-titular-del-bapro-rodolfo-frigeri/amp</ref>A fines de 1999 resistió los intentos del gobierno de Fernando de l Rúa y Domingo Cavallo de privatizar el banco provincial.
Frigeri ocupó la Presidencia del Grupo Bapro desde su creación y hasta 1999, a su vez presidió algunas de las empresas del Grupo tales como Provincia Seguros y Provincia Bursátil, ocupó el Directorio de Visa Internacional para América Latina y El Caribe 1994-1999 por ser en esa época el Banco que unitariamente poseía la mayor cantidad de tarjetas de esa marca. También fue Presidente de ALIDE (Asociación Latinoamericana de Bancos de Inversión y Desarrollo de América Latina y el Caribe) entre 1995 y 1996. Gobernador por Argentina en FELABAN (Federación Latinoamericana de Bancos) en los años 1996, 1997 y 1999. Presidente de ABAPPRA (Asociación de Bancos Públicos y Privados de la República Argentina), Vicepresidente de Visa Argentina (1999) y Presidente de PROBANCA (Banco de la Comunidad Europea con sede en España) entre 1997 y 1999.

### Diputado nacional (1997-2001)
En 1997 fue elegido  Diputado Nacional por la Provincia de Buenos Aires, debiendo abandonar la Presidencia del Banco de la Provincia - que  pasa a ejercer el Dr. Carlos Sánchez hasta mediados de 1999. En 1998, Frigeri recibió el Premio Konex en el rubro Ejecutivos del Comercio, de la Banca y de los Servicios. Recibió un "Diploma al Mérito". Entre junio y noviembre de 1999 sin dejar sus funciones legislativas pasa a ocupar transitoriamente la presidencia del Banco de la Provincia área que es ocupada en diciembre de 1999 por Ricardo Gutiérrez. En el período 1997-2001 integró las Comisiones de Finanzas, Presupuesto y Hacienda, Mercosur, Economía-Análisis y seguimiento de las normas tributarias y previsionales de la Cámara de Diputados.

### Secretario de Hacienda, Finanzas e Ingresos Públicos (2001)
En 2001, tras la caída del gobierno de Fernando de la Rúa, Frigeri asumió el cargo de Secretario de Hacienda, Finanzas e Ingresos Públicos de la Nación, siendo designado por el presidente interino Adolfo Rodríguez Saá, quien gobernaría el país durante los próximos 7 días. El cargo asumido por Frigeri, en esa ocasión, era el equivalente al de Ministro de Economía.
Desde los últimos años del gobierno de Menem, y durante toda la gestión de De la Rúa, el tema de mayor discusión había girado en torno al tipo de cambio, que desde 1991 estaba fijado en una paridad de 1 a 1 con el dólar, según establecía la Ley de Convertibilidad. La Unión Industrial Argentina (UIA) y las grandes empresas exportadoras pugnaban por la devaluación y libre flotación del peso, mientras que los bancos y las empresas privadas de servicios públicos pretendían la dolarización de la economía, sin devaluación previa. Un sector poderoso del Partido Justicialista, liderado por el exgobernador de Buenos Aires, Eduardo Duhalde, también propugnaba una "pesificación" de la economía y una posterior devaluación de la moneda, aunque varios asesores económicos pronosticaban que estas medidas serían catastróficas para el sistema financiero argentino.
Al asumir el gobierno, Rodríguez Saa ratificó los principales lineamientos económicos de su gestión interina: se buscaría una reestructuración de la deuda incluyendo tanto una quita de capital, como un período de gracia. Por otra parte se mantendrían, tanto la Convertibilidad. El déficit público sería financiado con una nueva emisión de bonos similares a los Lecop, que funcionarían como cuasimonedas. Además se reduciría el gasto público y se crearía un subsidio por desempleo.
Desde el gobierno se argumentaba que en un ambiente de crisis económica y con escasas reservas, liberar el tipo de cambio tendría consecuencias insospechadas, por lo que se prefería dilatar esa decisión hasta la asunción de un nuevo gobierno electo, donde se esperaba contar con una economía saneada y un banco central nuevamente fortalecido.
Durante la breve gestión Rodolfo Frigeri, el Gobierno intentó esquivar la devaluación del peso emitiendo una nueva moneda de curso legal llamada "Argentino", como una solución para brindar mayor liquidez al sistema en un momento en que la situación fiscal era alarmante. La creación de la nueva moneda debía ser aprobada por el Congreso y se suponía que entraría en circulación a partir del 15 de enero de 2002. En una entrevista periodística, el ideólogo del proyecto monetario y flamante presidente del Banco Nación, David Expósito, mencionó que podrían ponerse en circulación entre 10.000 y 15.000 millones de "argentinos", lo que significaría una masa circulante igual o superior hasta en un 50% de los pesos convertibles. Inmediatamente desde el Gobierno salieron a descalificar este dicho, asegurando que el monto a imprimir rondaría los 3.000 millones de argentinos. Tras la polémica desatada por Expósito, Rodríguez Saá le solicita la renuncia y Rodolfo Frigeri intenta despegarse del proyecto de la nueva moneda, dándolo por finalizado. En contrapartida se emitirían más bonos Lecop para cubrir el déficit. Con respecto a las posibilidades de liberalizar el "corralito" bancario, Frigeri debió admitir que no estaban dadas las condiciones para ampliar las extracciones de dinero.
A pesar de la cesación de pagos de la deuda anunciada inicialmente por el presidente Rodríguez Saá, el 28 de diciembre de 2001 el Gobierno Nacional renovó Letras del Tesoro (Letes) por 450 millones de pesos y pagó al FMI un vencimiento por intereses de 17 millones de dólares. Además se mantuvieron los compromisos asumidos en la operación de canje de deuda local, efectuada por Domingo Cavallo poco antes de la caída de De la Rúa.
A los pocos días de su asunción Rodríguez Saá comenzó a hacer evidente su intención de permanecer en el Gobierno hasta el 2003, situación que inquietó al resto del Partido Justicialista. Sobre la medianoche del día 28 de diciembre comienza una nueva ola de protestas sobre todo en la zona céntrica de la Capital Federal, que deriva en destrozos dentro del edificio del Congreso. Ante esta situación Rodríguez Saá convoca a los gobernadores del PJ a una reunión de emergencia para el día 30, en la residencia presidencial de Chapadmalal, a la que solo asisten 5 gobernadores. Esa misma noche Rodríguez Saá presenta su renuncia.

### Diputado nacional (2001-2005)
Es reelegido como diputado para el período 2001-2005, ocupando la presidencia de la Comisión de Finanzas integrando las comisiones de Economía, Mercosur, Comercio y Presupuesto y Hacienda, también fue Presidente del Grupo Parlamentario de Amistad con Alemania.

### Fallecimiento
Falleció el 2 de octubre de 2015.